# Philipp Gaßner
Philipp Gaßner (sinh ngày 30 tháng 8 năm 2003) là một cầu thủ bóng đá Liechtenstein hiện đang thi đấu ở vị trí tiền đạo cho câu lạc bộ Dornbirn và Đội tuyển bóng đá quốc gia Liechtenstein.

## Sự nghiệp thi đấu
Tháng 6 năm 2022, Gaßner gia nhập FC Dornbirn 1913, đội bóng đang thi đấu tại Giải bóng đá hạng nhất quốc gia Áo. Hợp đồng ban đầu là một thỏa thuận 2 năm với những tùy chọn khác.

## Sự nghiệp thi đấu quốc tế
Anh ta ra mắt quốc tế cho Liechtenstein trong 1 trận đấu tại UEFA Nations League gặp Latvia vào ngày 14 tháng 6 năm 2022. Gaßner cũng đã từng ra sân 7 trận cho U-21 Liechtenstein tính đến nay.

## Thống kê sự nghiệp

### Quốc tế
Tính đến 26 tháng 3 năm 2023
| Liechtenstein | Liechtenstein | Liechtenstein |
| Năm           | Trận          | Bàn thắng     |
| ------------- | ------------- | ------------- |
| 2022          | 3             | 0             |
| 2023          | 2             | 0             |
| Tổng cộng     | 5             | 0             |